# Sonsio Grand Prix op Road America 2022
De Sonsio Grand Prix op Road America 2022 was de achtste ronde van de IndyCar Series 2022. De race werd op 12 juni 2022 verreden in Elkhart Lake, Wisconsin op Road America. De race bestond uit 55 ronden en werd gewonnen door Josef Newgarden.

## Inschrijvingen
W = eerdere winnaar
R = rookie
| No.   | Coureur               | Team                                    | Motor     |
| ----- | --------------------- | --------------------------------------- | --------- |
| 2     | Josef Newgarden W     | Team Penske                             | Chevrolet |
| 3     | Scott McLaughlin      | Team Penske                             | Chevrolet |
| 4     | Dalton Kellett        | A. J. Foyt Enterprises                  | Chevrolet |
| 5     | Patricio O'Ward       | Arrow McLaren SP                        | Chevrolet |
| 06    | Hélio Castroneves     | Meyer Shank Racing                      | Honda     |
| 7     | Felix Rosenqvist W    | Arrow McLaren SP                        | Chevrolet |
| 8     | Marcus Ericsson       | Chip Ganassi Racing                     | Honda     |
| 9     | Scott Dixon W         | Chip Ganassi Racing                     | Honda     |
| 10    | Álex Palou W          | Chip Ganassi Racing                     | Honda     |
| 11    | Tatiana Calderón R    | A. J. Foyt Enterprises                  | Chevrolet |
| 12    | Will Power W          | Team Penske                             | Chevrolet |
| 14    | Kyle Kirkwood R       | A. J. Foyt Enterprises                  | Chevrolet |
| 15    | Graham Rahal          | Rahal Letterman Lanigan Racing          | Honda     |
| 16    | Simona De Silvestro   | Paretta Autosport                       | Chevrolet |
| 18    | David Malukas R       | Dale Coyne Racing with HMD Motorsports  | Honda     |
| 20    | Conor Daly            | Ed Carpenter Racing                     | Chevrolet |
| 21    | Rinus VeeKay          | Ed Carpenter Racing                     | Chevrolet |
| 26    | Colton Herta          | Andretti Autosport                      | Honda     |
| 27    | Alexander Rossi W     | Andretti Autosport                      | Honda     |
| 28    | Romain Grosjean       | Andretti Autosport                      | Honda     |
| 29    | Devlin DeFrancesco R  | Andretti Steinbrenner Autosport         | Honda     |
| 30    | Christian Lundgaard R | Rahal Letterman Lanigan Racing          | Honda     |
| 45    | Jack Harvey           | Rahal Letterman Lanigan Racing          | Honda     |
| 48    | Jimmie Johnson        | Chip Ganassi Racing                     | Honda     |
| 51    | Takuma Sato           | Dale Coyne Racing with Rick Ware Racing | Honda     |
| 60    | Simon Pagenaud        | Meyer Shank Racing                      | Honda     |
| 77    | Callum Ilott R        | Juncos Hollinger Racing                 | Chevrolet |
| Bron: |                       |                                         |           |

## Classificatie

### Trainingen

#### Training 1
| Pos.  | No. | Coureur           | Team                | Motor | Tijd       |
| ----- | --- | ----------------- | ------------------- | ----- | ---------- |
| 1     | 27  | Alexander Rossi W | Andretti Autosport  | Honda | 01:45.6027 |
| 2     | 26  | Colton Herta      | Andretti Autosport  | Honda | 01:45.7361 |
| 3     | 8   | Marcus Ericsson   | Chip Ganassi Racing | Honda | 01:45.8050 |
| Bron: |     |                   |                     |       |            |

#### Training 2
| Pos.  | No. | Coureur         | Team                | Motor     | Tijd       |
| ----- | --- | --------------- | ------------------- | --------- | ---------- |
| 1     | 5   | Patricio O'Ward | Arrow McLaren SP    | Chevrolet | 01:45.2681 |
| 2     | 12  | Will Power W    | Team Penske         | Chevrolet | 01:45.3849 |
| 3     | 10  | Álex Palou W    | Chip Ganassi Racing | Honda     | 01:45.4062 |
| Bron: |     |                 |                     |           |            |

### Kwalificatie
| Pos.  | No. | Coureur               | Team                                    | Motor     | Tijd       | Tijd       | Tijd       | Tijd       | Grid |
| Pos.  | No. | Coureur               | Team                                    | Motor     | Ronde 1    | Ronde 1    | Ronde 2    | Ronde 3    | Grid |
| Pos.  | No. | Coureur               | Team                                    | Motor     | Groep 1    | Groep 2    | Ronde 2    | Ronde 3    | Grid |
| ----- | --- | --------------------- | --------------------------------------- | --------- | ---------- | ---------- | ---------- | ---------- | ---- |
| 1     | 27  | Alexander Rossi W     | Andretti Autosport                      | Honda     | 01:44.8954 | N/A        | 01:45.0733 | 01:44.8656 | 1    |
| 2     | 2   | Josef Newgarden W     | Team Penske                             | Chevrolet | N/A        | 01:44.5552 | 01:44.5530 | 01:44.9371 | 2    |
| 3     | 10  | Álex Palou W          | Chip Ganassi Racing                     | Honda     | N/A        | 01:45.1255 | 01:44.8313 | 01:45.3822 | 3    |
| 4     | 8   | Marcus Ericsson       | Chip Ganassi Racing                     | Honda     | N/A        | 01:45.2049 | 01:44.7887 | 01:45.4240 | 4    |
| 5     | 26  | Colton Herta          | Andretti Autosport with Curb-Agajanian  | Honda     | 01:44.9268 | N/A        | 01:44.4038 | 01:45.5388 | 5    |
| 6     | 5   | Patricio O'Ward       | Arrow McLaren SP                        | Chevrolet | N/A        | 01:45.1033 | 01:44.8704 | 01:45.6826 | 6    |
| 7     | 28  | Romain Grosjean       | Andretti Autosport                      | Honda     | 01:44.8840 | N/A        | 01:45.1543 | N/A        | 7    |
| 8     | 7   | Felix Rosenqvist W    | Arrow McLaren SP                        | Chevrolet | N/A        | 01:45.1494 | 01:45.2307 | N/A        | 8    |
| 9     | 3   | Scott McLaughlin      | Team Penske                             | Chevrolet | N/A        | 01:45.5678 | 01:45.2412 | N/A        | 9    |
| 10    | 9   | Scott Dixon W         | Chip Ganassi Racing                     | Honda     | 01:45.0906 | N/A        | 01:45.2446 | N/A        | 10   |
| 11    | 60  | Simon Pagenaud        | Meyer Shank Racing                      | Honda     | 01:45.2278 | N/A        | 01:45.2759 | N/A        | 11   |
| 12    | 77  | Callum Ilott R        | Juncos Hollinger Racing                 | Chevrolet | 01:45.3906 | N/A        | No Time    | N/A        | 12   |
| 13    | 30  | Christian Lundgaard R | Rahal Letterman Lanigan Racing          | Honda     | 01:45.4024 | N/A        | N/A        | N/A        | 13   |
| 14    | 18  | David Malukas R       | Dale Coyne Racing with HMD Motorsports  | Honda     | N/A        | 01:45.6017 | N/A        | N/A        | 14   |
| 15    | 12  | Will Power W          | Team Penske                             | Chevrolet | 01:45.4227 | N/A        | N/A        | N/A        | 15   |
| 16    | 06  | Hélio Castroneves     | Meyer Shank Racing                      | Honda     | N/A        | 01:45.6217 | N/A        | N/A        | 16   |
| 17    | 21  | Rinus VeeKay          | Ed Carpenter Racing                     | Chevrolet | 01:45.5581 | N/A        | N/A        | N/A        | 17   |
| 18    | 20  | Conor Daly            | Ed Carpenter Racing                     | Chevrolet | N/A        | 01:45.7234 | N/A        | N/A        | 18   |
| 19    | 51  | Takuma Sato           | Dale Coyne Racing with Rick Ware Racing | Honda     | 01:45.7045 | N/A        | N/A        | N/A        | 19   |
| 20    | 45  | Jack Harvey           | Rahal Letterman Lanigan Racing          | Honda     | N/A        | 01:45.9420 | N/A        | N/A        | 20   |
| 21    | 29  | Devlin DeFrancesco R  | Andretti Steinbrenner Autosport         | Honda     | 01:46.0785 | N/A        | N/A        | N/A        | 21   |
| 22    | 15  | Graham Rahal          | Rahal Letterman Lanigan Racing          | Honda     | N/A        | 01:45.9951 | N/A        | N/A        | 22   |
| 23    | 4   | Dalton Kellett        | A. J. Foyt Enterprises                  | Chevrolet | 01:46.9755 | N/A        | N/A        | N/A        | 23   |
| 24    | 14  | Kyle Kirkwood R       | A. J. Foyt Enterprises                  | Chevrolet | N/A        | 01:46.6130 | N/A        | N/A        | 24   |
| 25    | 11  | Tatiana Calderón R    | A. J. Foyt Enterprises                  | Chevrolet | 01:47.5661 | N/A        | N/A        | N/A        | 25   |
| 26    | 48  | Jimmie Johnson        | Chip Ganassi Racing                     | Honda     | N/A        | 01:47.3134 | N/A        | N/A        | 26   |
| 27    | 16  | Simona De Silvestro   | Paretta Autosport                       | Chevrolet | N/A        | 01:48.1033 | N/A        | N/A        | 27   |
| Bron: |     |                       |                                         |           |            |            |            |            |      |

- Vetgedrukte tekst geeft de snelste tijd in de sessie aan.

### Warmup
| Pos.  | No. | Coureur           | Team                | Motor     | Tijd       |
| ----- | --- | ----------------- | ------------------- | --------- | ---------- |
| 1     | 10  | Álex Palou W      | Chip Ganassi Racing | Honda     | 01:46.2291 |
| 2     | 2   | Josef Newgarden W | Team Penske         | Chevrolet | 01:46.5337 |
| 3     | 60  | Simon Pagenaud    | Meyer Shank Racing  | Honda     | 01:46.5752 |
| Bron: |     |                   |                     |           |            |

### Race
De race begon om 12:55 ET op 12 juni 2022. Doordat Josef Newgarden met Team Penske dit seizoen op de oval/speedways, stratencircuits, en dit weekend op een permanent circuit een race won, ontving hij een bonus van 1 miljoen dollar, waarvan de helft naar het goede doel ging. Het prijzengeld was onderdeel van de PeopleReady Force for Good Challenge.
| Pos.                                                                | No. | Coureur               | Team                                    | Motor     | Rondes | Tijd          | Pit stops | Grid | Geleide ronden | Pts. |
| ------------------------------------------------------------------- | --- | --------------------- | --------------------------------------- | --------- | ------ | ------------- | --------- | ---- | -------------- | ---- |
| 1                                                                   | 2   | Josef Newgarden W     | Team Penske                             | Chevrolet | 55     | 01:53:02.8097 | 3         | 2    | 26             | 53   |
| 2                                                                   | 8   | Marcus Ericsson       | Chip Ganassi Racing                     | Honda     | 55     | +3.3710       | 3         | 4    | 3              | 41   |
| 3                                                                   | 27  | Alexander Rossi W     | Andretti Autosport                      | Honda     | 55     | +5.6348       | 3         | 1    | 16             | 37   |
| 4                                                                   | 28  | Romain Grosjean       | Andretti Autosport                      | Honda     | 55     | +5.8490       | 3         | 6    | 1              | 33   |
| 5                                                                   | 26  | Colton Herta          | Andretti Autosport with Curb-Agajanian  | Honda     | 55     | +8.7657       | 3         | 11   |                | 30   |
| 6                                                                   | 7   | Felix Rosenqvist W    | Arrow McLaren SP                        | Chevrolet | 55     | +9.2835       | 3         | 7    | 7              | 29   |
| 7                                                                   | 3   | Scott McLaughlin      | Team Penske                             | Chevrolet | 55     | +9.3064       | 3         | 8    |                | 26   |
| 8                                                                   | 15  | Graham Rahal          | Rahal Letterman Lanigan Racing          | Honda     | 55     | +9.3728       | 3         | 22   |                | 24   |
| 9                                                                   | 9   | Scott Dixon W         | Chip Ganassi Racing                     | Honda     | 55     | +9.7102       | 3         | 9    |                | 22   |
| 10                                                                  | 30  | Christian Lundgaard R | Rahal Letterman Lanigan Racing          | Honda     | 55     | +10.0430      | 3         | 13   | 1              | 21   |
| 11                                                                  | 77  | Callum Ilott R        | Juncos Hollinger Racing                 | Chevrolet | 55     | +10.6025      | 3         | 12   |                | 19   |
| 12                                                                  | 60  | Simon Pagenaud        | Meyer Shank Racing                      | Honda     | 55     | +11.7440      | 3         | 10   |                | 18   |
| 13                                                                  | 45  | Jack Harvey           | Rahal Letterman Lanigan Racing          | Honda     | 55     | +13.4662      | 3         | 20   |                | 17   |
| 14                                                                  | 20  | Conor Daly            | Ed Carpenter Racing                     | Chevrolet | 55     | +14.7608      | 3         | 18   |                | 16   |
| 15                                                                  | 51  | Takuma Sato           | Dale Coyne Racing with Rick Ware Racing | Honda     | 55     | +15.0849      | 3         | 19   | 1              | 16   |
| 16                                                                  | 18  | David Malukas R       | Dale Coyne Racing with HMD Motorsports  | Honda     | 55     | +16.1401      | 3         | 14   |                | 14   |
| 17                                                                  | 21  | Rinus VeeKay          | Ed Carpenter Racing                     | Chevrolet | 55     | +16.6505      | 5         | 17   |                | 13   |
| 18                                                                  | 29  | Devlin DeFrancesco R  | Andretti Steinbrenner Autosport         | Honda     | 55     | +16.8028      | 5         | 21   |                | 12   |
| 19                                                                  | 12  | Will Power W          | Team Penske                             | Chevrolet | 55     | +17.2091      | 5         | 15   |                | 11   |
| 20                                                                  | 14  | Kyle Kirkwood R       | A. J. Foyt Enterprises                  | Chevrolet | 55     | +18.6841      | 4         | 24   |                | 10   |
| 21                                                                  | 16  | Simona De Silvestro   | Paretta Autosport                       | Chevrolet | 55     | +20.2548      | 4         | 27   |                | 9    |
| 22                                                                  | 06  | Hélio Castroneves     | Meyer Shank Racing                      | Honda     | 55     | +21.4368      | 3         | 16   |                | 8    |
| 23                                                                  | 4   | Dalton Kellett        | A. J. Foyt Enterprises                  | Chevrolet | 55     | +23.3098      | 4         | 23   |                | 7    |
| 24                                                                  | 48  | Jimmie Johnson        | Chip Ganassi Racing                     | Honda     | 54     | +1 ronde      | 4         | 26   |                | 6    |
| 25                                                                  | 11  | Tatiana Calderón R    | A. J. Foyt Enterprises                  | Chevrolet | 54     | +1 ronde      | 6         | 25   |                | 5    |
| 26                                                                  | 5   | Patricio O'Ward       | Arrow McLaren SP                        | Chevrolet | 46     | Mechanisch    | 3         | 5    |                | 5    |
| 27                                                                  | 10  | Álex Palou W          | Chip Ganassi Racing                     | Honda     | 36     | Contact       | 3         | 3    |                | 5    |
| Snelste ronde: Josef Newgarden (Team Penske) – 01:46.6212 (ronde 2) |     |                       |                                         |           |        |               |           |      |                |      |
| Bron:                                                               |     |                       |                                         |           |        |               |           |      |                |      |

## Tussenstanden kampioenschap
| Pos. | Coureur         | Punten |
| ---- | --------------- | ------ |
| 1.   | Marcus Ericsson | 293    |
| 2.   | Will Power      | 266    |
| 3.   | Josef Newgarden | 261    |
| 4.   | Patricio O'Ward | 248    |
| 5.   | Álex Palou      | 246    |

| Pos. | Team      | Punten |
| 1.   | Chevrolet | 678    |
| 2.   | Honda     | 618    |